# 大巴特洛夫
大巴特洛夫（德語：Großbartloff）是德国图林根州的市镇，隶属于艾希斯费尔德县。总面积为13.77平方千米，截至2023年12月31日总人口为920人。